# Barakat (pel·lícula)
Barakat és una pel·lícula de drama familiar sud-africana del 2020 dirigida per Amy Jephta i produïda per Ephraim Gordon. És el primer llargmetratge musulmà en llengua afrikaans produït a Sud-àfrica. La pel·lícula és protagonitzada per Vinette Ebrahim en el paper principal i Joey Rasdien, Mortimer Williams, Quanita Adams i Keeno Lee Hector en personatges secundaris. La pel·lícula tracta sobre els problemes familiars amb una matriarca envellida que reuneix la seva família fracturada i disfuncional per l'Id al-Fitr per presentar la seva nova parella sentimental, després de la mort del seu marit anys enrere.
La pel·lícula es va rodar als voltants de Lansdowne i Athlone a l'àrea de Cape Flats, a Ciutat del Cap. La pel·lícula es va estrenar a les sales de cinema el 28 de maig de 2021 a Ciutat del Cap, distribuïda per Vangate Mall. La pel·lícula va rebre comentaris positius de la crítica i es va projectar a diversos festivals de cinema. La pel·lícula va ser seleccionada per projectar-se com a pel·lícula de cloenda de Film Africa 2020 a Londres, però després es va cancel·lar a causa del segon confinament del Regne Unit com a efecte de la pandèmia de la COVID-19. La pel·lícula va ser seleccionada oficialment per a Urbanworld 2020, Black TIFF 2021 i també pel Festival de Cinema Panafricà de 2021.
Barakat va rebre diversos reconeixements. El 2020, al Motion Pictures International Film Festival, la pel·lícula va guanyar els premis a la millor pel·lícula narrativa, millor muntatge i millor producció. El mateix any al Festival d'Idyllwild, Barakat va guanyar quatre premis més: el premi Mary Austin a l'excel·lència en direcció, al millor repartiment grupal, al millor llargmetratge internacional i al millor actor secundari, a més de guanyar el premi Runner Up a la millor banda sonora original. Va ser seleccionada com a entrada sud-africana a la millor pel·lícula internacional als premis Oscar de 2021.
S'ha subtitulat al català.

## Repartiment
- Vinette Ebrahim com a Aisha Davids
- Joey Rasdien com a Zunaid
- Mortimer Williams com a Zaid
- Quanita Adams com a Ra-eesah
- Keeno Lee Hector com a Yaseen
- Danny Ross com a Nur
- June van Merch com a Fadielah